# Grote Prijs van Moskou
De Grote Prijs van Moskou (Russisch: Гран-при Москвы) is een voormalige eendaagse wielerwedstrijd in en rond de Russische hoofdstad Moskou. De wedstrijd werd in 2004 opgericht en maakte deel uit van de UCI Europe Tour als een 1.2-koers.

## Lijst van winnaars

### Meervoudige winnaars
| Overwinningen | Renner                | Land    | Jaren      |
| ------------- | --------------------- | ------- | ---------- |
| 2             | Aleksandr Chatoentsev | Rusland | 2006, 2009 |

### Overwinningen per land
| Overwinningen | Land                         |
| ------------- | ---------------------------- |
| 7             | Rusland                      |
| 2             | Oekraïne                     |
| 1             | Letland, Servië, Wit-Rusland |